# Trileros
Trileros és una pel·lícula espanyola de road movie en clau de comèdia produïda en 2003 i estrenada comercialment el 30 de gener de 2004. Va ser coescrita per Eduardo Mallorquí i dirigida per Antonio del Real i protagonitzada en els papers principals per Juanjo Puigcorbé i Juan Echanove, entre d'altres. Fou rodada durant vuit setmanes i mitja a Madrid, Albacete, Cartagena, Alacant, València, Castelló i Perpinyà, i ha estat produïda per Máscara Films i Ensueño Films, amb la participació d'Antena 3, Telemadrid i Vía Digital.

## Sinopsi
Dues homes de cinquanta anys a la vora de la desesperació, Augusto (taxista) i Juliol (exespecialista de cinema en atur) accepten dur a terme una complicada operació clandestina a Perpinyà a canvi d'un milió d'euros. En la seva aventura els acompanyen Melquíades (sogre d'Augusto) i les prostitutes Lola i Emma. Inicialment Les coses semblen anar-los bé, però els problemes arribaran quan una banda de mafiosos traficants es creui en el seu camí per a evitar que els pobres desafortunats aconsegueixin la seva anhelada recompensa.

## Repartiment
- Juanjo Puigcorbé com Julio.
- Juan Echanove com	Augusto.
- José Sancho com Oscar.
- Mariola Fuentes com Emma.
- Antonio Gamero com Melquíades.
- Antonio Medina com Rubén.
- Antonio Resines com Arsenio.
- Esther Cañadas com Lola.
- Rosanna Walls com Girl.
- Antonio del Real com Guàrdia Civil.
- Carlos Castel com Alberto.
- Gonzalo Pastor com Policia.
- José Soler com Trilero.
- Fernando Prados com Sicario Herminio.

## Recepció
Fou presentada en la XIV Mostra de València de manera prèvia a l'estrena de gener de 2004. També va inaugurar (fora de concurs) la XXXII Setmana Internacional del Cinema Naval i de la Mar de Cartagena on se li va atorgar el Premi del Públic. Esther Cañadas va rebre el Premi Godoy a la pitjor actriu de repartiment pel seu paper a la pel·lícula.